# Wybory parlamentarne w Andorze w 2001 roku

Podział mandatów w parlamencie

Wybory parlamentarne w Andorze w 2001 roku do 28-osobowej Rady Generalnej odbyły się 4 marca 2001 roku, frekwencja wyniosła 80,4%. Wybory ponownie wygrała Liberalna Partia Andory zdobywając 42.2% głosów  co dało partii 15 z 28 mandatów.

## Wyniki wyborów
| Wyniki wyborów parlamentarnych w Andorze, 4 marca 2001     | Głosy  | %     | Miejsca |
| ---------------------------------------------------------- | ------ | ----- | ------- |
| Liberalna Partia Andory (Partit Liberal Andorra')          | 8,632  | 42.2% | 15      |
| Socjaldemokratyczna Partia Andory (Partit Socialdemòcrata) | 5,475  | 26.7% | 6       |
| Partia Demokratyczna                                       | 4,688  | 22.9% | 5       |
| Unia Luterańska                                            | 813    | 4.0%  | 2       |
| Niezależna Grupa Sant Julià                                | 433    | 3.5%  | -       |
| Unia Postępu                                               | 233    | 1.1%  | -       |
| Suma                                                       | 20,476 | 100%  | 28      |